# SLM H 2/3 (1992)
Die H 2/3 der Brienz-Rothorn-Bahn (BRB) sind schmalspurige Zahnrad-Dampflokomotiven, die fast baugleich auch von der MTGN für die Bahn zum Rochers de Naye beschafft wurden. Die ÖBB bestellten sie als 999.2 für die Schafbergbahn.

## Geschichte

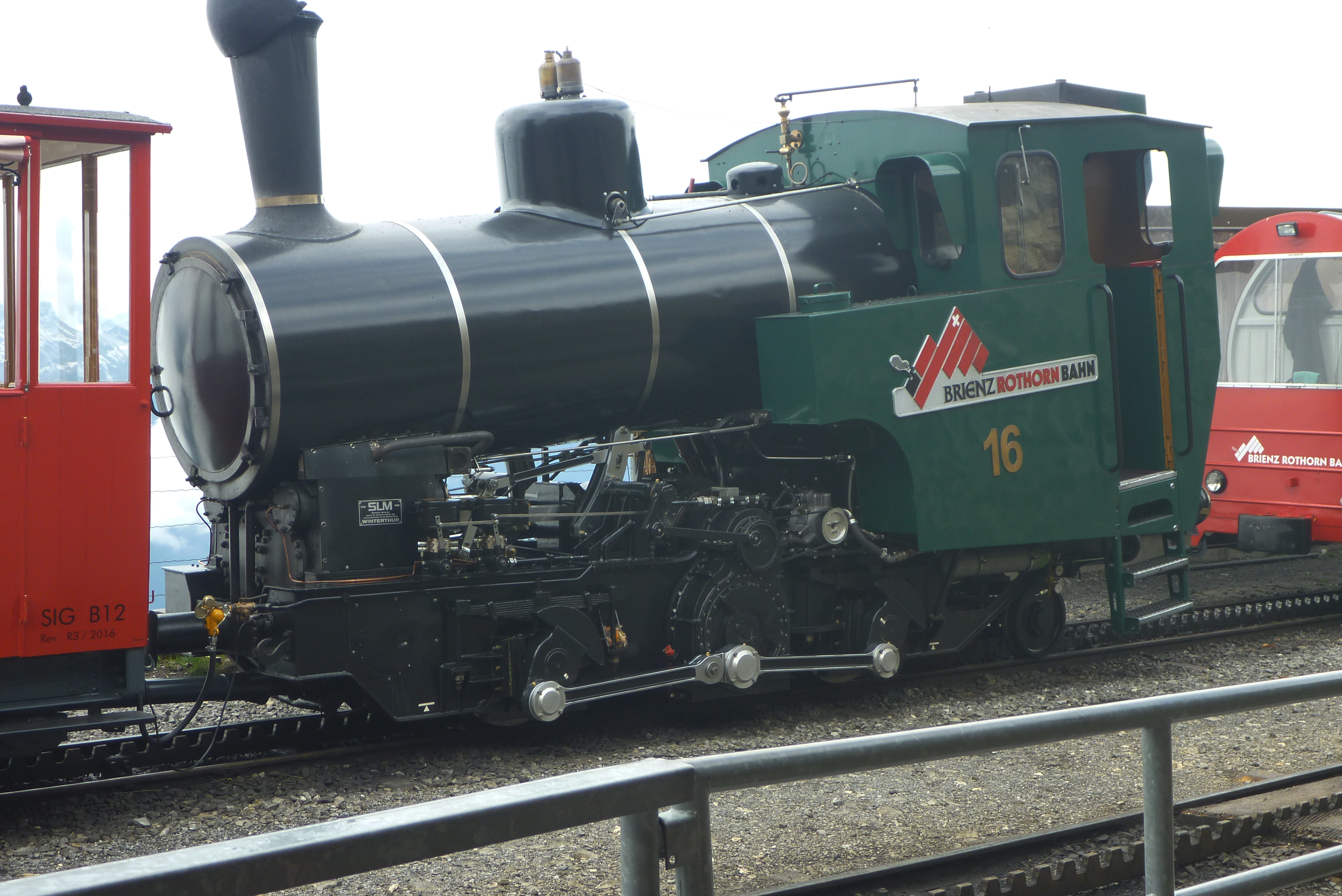
H 2/3 16 der BRB in der Bergstation Brienzer Rothorn

Nachdem die BRB anfing, die vorhandenen Dampfloks durch Dieselloks zu ersetzen, gingen die Fahrgastzahlen zurück, weil Touristikbahnen, wie die BRB, mit dampfgetriebenen Loks beliebter waren. 
Deshalb bestellte die BRB 1989 zusammen mit der Chemin de fer Montreux–Territet–Glion–Rochers-de-Naye (MTGN) und den ÖBB, welche den Fuhrpark ihrer beiden meterspurigen Zahnradbahnen, der Schafbergbahn und der Schneebergbahn erneuern wollte, bei der Schweizerischen Lokomotiv- und Maschinenfabrik (SLM) drei ölgefeuerte Neubau-Dampfloks. 1992 wurden die drei Loks unter den Fabriknummern 5424 (ÖBB 999.201), 5456 (BRB 12) und 5457 (MTGN 1) geliefert.
Aufgrund der Erfahrungen mit den Loks bestellte die ÖBB weitere drei Loks und die BRB zwei Stück. Diese wurden 1995/96 unter den Fabriknummern 5686–5690 (ÖBB 999.202–204, BRB 14–15) geliefert. Da die MTGN-Lok nur für vereinzelte Dampffahrten verwendet wurde, wurde sie schliesslich 2005 an die BRB verkauft, wo sie die Nummer 16 erhielt. Die Nummer 13 wird bei der BRB nicht besetzt.

## Die H 2/3 in Österreich

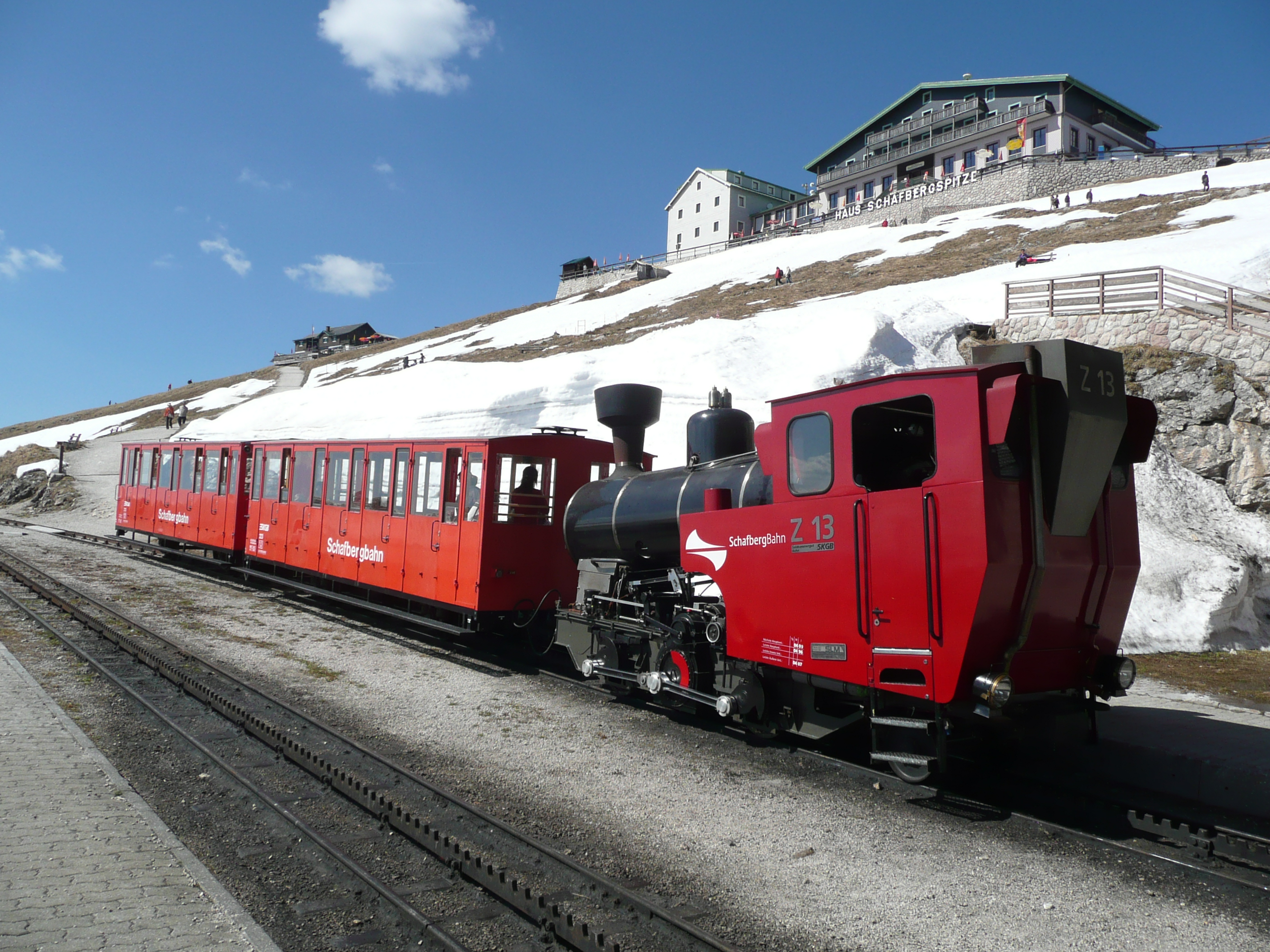
SKGB Z 13 an der Bergstation der Schafbergbahn

Die erste der von den ÖBB bestellten Lokomotiven wurde zunächst zur Schneebergbahn geliefert, wo sie Testfahrten unterzogen wurde. Die dabei gewonnenen Erkenntnisse kamen den nachgelieferten Maschinen zugute. So erhielten alle aus Schallschutzgründen einen kobelförmigen Schornstein.
Bei den technischen Daten ist außer der gegenüber den BRB-Loks geänderten Höhe von 3230 mm noch zu erwähnen, dass der Tragraddurchmesser 706 mm und der Laufraddurchmesser 493 mm beträgt. Die österreichischen Lokomotiven haben eine Spurweite von 1000 mm.
Die Loks wurden als ÖBB 999.201–204 eingeordnet. Am 28. April 2006 übernahm die Salzburg AG die Schafbergbahn und die Wolfgangseeschifffahrt von den ÖBB. Die neu gegründete Salzkammergutbahn GmbH (SKGB) führt seitdem den Betrieb auf der Schafbergbahn und bezeichnet die Fahrzeuge nun als Z11–Z14.
Ab Werk war die 999.201 (Z11) grün mit schwarzem Kessel und rotem Fahrwerk, die anderen drei Loks schwarz mit rotem Fahrwerk lackiert. Inzwischen wurden alle vier in die rubinrote Unternehmensfarbe der SLB mit schwarzem Kessel und Fahrwerk umlackiert.

## Technik
Um die Betriebskosten zu senken, wurden die H 2/3 für den Einmannbetrieb ohne Schmierung während des Betriebs ausgelegt. Die geschweißte Leichtbauweise ermöglicht vergleichbar große Transportkapazitäten wie bei den Dieselloks der BRB. Um die Maschinen schneller als bei kohlegefeuerten Dampfloks in Betrieb setzen zu können, verwendet man elektrische Vorheizer, wodurch ebenfalls die Rauch- und Lärmentwicklung vermindert wird. Um zu großem Wärmeverlust vorzubeugen, wurde der Dampfkessel isoliert.
Der Kessel und das Führerhaus sind um 12 % gegenüber der Waagrechten nach vorn geneigt. In Verbindung mit der um 12 % nach hinten geneigten Feuerbüchsdecke ist in allen Steigungen bis 250 ‰ die Feuerbüchsdecke ausreichend von Wasser überdeckt.